# 헤레틱 (영화)
"헤레틱"(영어: Heretic)은 2024년 개봉한 미국의 공포 스릴러 영화이다. 스콧 벡, 브라이언 우즈가 감독과 각본을 맡았다.